# Albert Jozef Jules Maria Smeets
Albert Jozef Jules Maria Smeets (Schinnen, 23 maart 1906 – 13 juli 1965) was een Nederlands politicus.
Hij werd geboren als zoon van Jan Martijn Jozef Smeets (1874-1945) en Maria Josepha Jeurissen (1874?-1947). In 1927 ging hij als volontair werken bij de gemeentesecretarie van Munstergeleen. Begin 1929 volgde daar zijn aanstelling als waarnemend gemeentesecretaris en vanaf december 1929 was hij de gemeentesecretaris van Munstergeleen. Smeets werd in juni 1938 bovendien de burgemeester van die gemeente. In 1965 overleed hij tijdens zijn burgemeesterschap op 59-jarige leeftijd.
In Munstergeleen is naar hem de 'Burgemeester Smeetsstraat' vernoemd. Zijn zoon Martin Smeets is ook burgemeester geweest.